# Конокија (Изернија)
Конокија је насеље у Италији у округу Изернија, региону Молизе.
Према процени из 2011. у насељу је живело 257 становника. Насеље се налази на надморској висини од 598 м.